# Mohamed Amanissi
Mohamed Amanissi (født 29. juli 1981) er en marokkansk amatørbokser, som konkurrerer i vægtklassen super-sværvægt. Amanissi har ingen større internationale resultater, og fik sin olympiske debut da han repræsenterede Marokko under Sommer-OL 2008. Her blev han slået ud i første runde af Zhang Zhilei fra Kina i samme vægtklasse. Han deltog også i VM i 2005 hvor han røg ud i første runde.